# Municipio de San José de los Ramos
Municipio de San José de los Ramos är en kommun i Kuba.   Den ligger i provinsen Matanzas, i den nordvästra delen av landet, 170 km öster om huvudstaden Havanna.